# 門松賞
門松賞（かどまつしょう）は、日本の荒尾競馬組合が荒尾競馬場のダート1500mで施行していた競馬の重賞競走。

## 概要
荒尾競馬の正月開催を飾る名物レースであり、年が明けて3歳（旧4歳）となったばかりの若駒にとって最初の目標となるレース。1978年の創設から長らくアラブ系のレースとして施行され、歴代の優勝馬には後に楠賞全日本アラブ優駿を制したダイメイゴッツ、コウザンハヤヒデといった強豪も名を連ねていた。
アラブ系競走馬の入厩頭数減少に伴い2005年限りで一旦休止となったが、2007年からサラブレッド系の競走として復活した。荒尾競馬の廃止に伴い、2011年が最後のレースとなった。

## 歴代優勝馬
| 回数   | 施行日       | 優勝馬             | 性齢 | 所属 | タイム | 優勝騎手   | 管理調教師 |
| ------ | ------------ | ------------------ | ---- | ---- | ------ | ---------- | ---------- |
| 第1回  | 1978年1月2日 | ヒロノオー         | 牝3  | 荒尾 | 1:37.3 | 川上明人   | 吉永秀吉   |
| 第2回  | 1979年1月2日 | リユザンテツト     | 牝3  | 荒尾 | 1:37.5 | 後藤禎文   | 吉村務     |
| 第3回  | 1980年1月2日 | トミノミキ         | 牝3  | 荒尾 | 1:40.6 | 小竹清一   | 佐伯長次郎 |
| 第4回  | 1981年1月2日 | ナンシンスピード   | 牝3  | 荒尾 | 1:40.2 | 福島幸広   | 伊豆嘉一   |
| 第5回  | 1982年1月2日 | ヤマトコザン       | 牝3  | 荒尾 | 1:38.3 | 松島壽     | 伊豆嘉一   |
| 第6回  | 1983年1月2日 | エイテイハルオー   | 牡3  | 荒尾 | 1:38.7 | 崎谷彦司   | 平山良一   |
| 第7回  | 1984年1月2日 | シオノハードサン   | 牝3  | 荒尾 | 1:41.6 | 松島壽     | 和田保夫   |
| 第8回  | 1985年1月3日 | トムリスク         | 牡3  | 荒尾 | 1:42.9 | 松島壽     | 中尾信一   |
| 第9回  | 1986年1月3日 | キタノハリマオー   | 牡3  | 荒尾 | 1:39.7 | 飯島雄治   | 吉永秀吉   |
| 第10回 | 1987年1月3日 | ムサシメイゲキ     | 牡3  | 荒尾 | 1:38.2 | 崎谷彦司   | 中村一夫   |
| 第11回 | 1988年1月3日 | ミクニオー         | 牝3  | 荒尾 | 1:40.5 | 川上明人   | 吉永秀吉   |
| 第12回 | 1989年1月3日 | ミクニヨシハヤ     | 牝3  | 佐賀 | 1:39.6 | 川上明人   | 吉永秀吉   |
| 第13回 | 1990年1月3日 | インターオーカン   | 牝3  | 荒尾 | 1:40.4 | 松島壽     | 中尾信一   |
| 第14回 | 1991年1月3日 | イレブンガール     | 牝3  | 荒尾 | 1:38.1 | 矢ヶ部徹   | 中尾信一   |
| 第15回 | 1992年1月3日 | ミヤシロレット     | 牝3  | 荒尾 | 1:40.1 | 矢ヶ部徹   | 中尾信一   |
| 第16回 | 1993年1月3日 | ダイメイゴッツ     | 牡3  | 荒尾 | 1:38.7 | 牧野孝光   | 和田保夫   |
| 第17回 | 1994年1月3日 | ジョージハンター   | 牡3  | 荒尾 | 1:43.1 | 矢ヶ部徹   | 幣旗吉治   |
| 第18回 | 1995年1月3日 | グレートマルゼン   | 牡3  | 荒尾 | 1:41.3 | 牧野孝光   | 和田保夫   |
| 第19回 | 1996年1月1日 | オリエントマイティ | 牝3  | 荒尾 | 1:43.3 | 橋本幸次郎 | 工藤榮一   |
| 第20回 | 1997年1月1日 | ハクコウアカネ     | 牡3  | 荒尾 | 1:42.5 | 田中隆仁   | 宇都宮徳一 |
| 第21回 | 1998年1月1日 | タツフウジン       | 牝3  | 荒尾 | 1:41.9 | 中島裕明   | 畑田修治   |
| 第22回 | 1999年1月1日 | マルゼンロッキー   | 牡3  | 荒尾 | 1:42.5 | 田中隆仁   | 宇都宮徳一 |
| 第23回 | 2000年1月1日 | コウザンハヤヒデ   | 牡3  | 荒尾 | 1:40.1 | 西村栄喜   | 福島幸広   |
| 第24回 | 2001年1月1日 | コウザンシンオー   | 牡3  | 荒尾 | 1:42.3 | 西村栄喜   | 福島幸広   |
| 第25回 | 2002年1月1日 | マルシンランサー   | 牝3  | 荒尾 | 1:41.2 | 新町充寿   | 古澤清次   |
| 第26回 | 2003年1月1日 | メグミヒリュウ     | 牡3  | 荒尾 | 1:41.8 | 吉井浩和   | 平山良一   |
| 第27回 | 2004年1月1日 | コウザンシンシン   | 牡3  | 荒尾 | 1:40.7 | 西村栄喜   | 福島幸広   |
| 第28回 | 2005年1月1日 | ケイウンホマレ     | 牡3  | 荒尾 | 1:43.6 | 尾林幸彦   | 佐伯茂樹   |
| 第29回 | 2007年1月1日 | ドリームインラブ   | 牡3  | 荒尾 | 1:38.1 | 松島慧     | 松島壽     |
| 第30回 | 2008年1月1日 | ドリームインボス   | 牡3  | 荒尾 | 1:39.7 | 吉留孝司   | 松島壽     |
| 第31回 | 2009年1月1日 | テイエムヒッカテ   | 牡3  | 荒尾 | 1:41.0 | 山口勲     | 平山良一   |
| 第32回 | 2010年1月1日 | レッドエンゼル     | 牡3  | 荒尾 | 1:39.5 | 杉村一樹   | 松島壽     |
| 第33回 | 2011年1月1日 | ダイメイネオ       | 牝3  | 荒尾 | 1:38.3 | 田中純     | 坂本彰     |

馬齢は2000年以前についても現表記とした。
- 出走条件 ＝ 第1回 - 第28回：アラブ系3歳、第29回以降 - ：サラ系3歳
- その他 ＝ 第23回は特別競走として実施、2006年は休止